# Transports en commun de Compiègne
Les Transports intercommunaux du Compiégnois (TIC) est le réseau de transport en commun de l'agglomération de Compiègne. Ce réseau présente la particularité d'être entièrement gratuit, à l'instar de nombreux autres réseaux dans l'Oise.
Les TIC sont exploités par Transdev Picardie Acary, filiale du groupe Transdev, dont le dépôt est basé à Clairoix, au nord de l'agglomération.

## Histoire
En 1975, le maire de Compiègne, Jean Legendre, prend une décision inédite en Europe. Il décide de créer une ligne de bus gratuite pour ses administrés.
Le 19 juin 2017, une nouvelle ligne baptisée « ARC Express » est créée et relie Compiègne à Verberie. Cette création fait suite à la fusion de l'agglomération de la région de Compiègne et de la Communauté de communes de la Basse Automne.
Le 3 septembre 2018, la ligne 2 express devient la ligne 6. Cette ligne relie la gare de Compiègne à la zone d'activités du Bois de Plaisance en passant par le quartier des Sablons. La fréquence de cette ligne est également renforcée passant de 7 allers-retours à 10. La ligne ARC Express est dotée d'un arrêt supplémentaire afin de désengorger la ligne 5.
Le 2 novembre 2019, la desserte du quartier Bellicart par la ligne 3 est améliorée avec la création d'un arrêt supplémentaire et l'augmentation de la fréquence de passage de la ligne.
Le 2 septembre 2021, le premier autobus articulé du réseau est mis en service. Ce véhicule circule sur la ligne 5, la plus fréquentée du réseau. Ce véhicule de location est remplacé 2 ans plus tard par un bus neuf roulant au gaz naturel.
À la fin du mois de janvier 2023, les premiers autobus au gaz naturel, deux standards et un articulé, sont mis en service. Une station de recharge en gaz a été installée à proximité du dépôt de Transdev Picardie Acary à Clairoix. Cette dernière permet le rechargement des autobus du TIC et des autocars assurant des services pour la région. Le renouvellement de la flotte d'autobus se fera progressivement par l'achat de véhicules de ce type.
En avril 2024, les lignes 4 et 6 s'étendent vers la zone d’activités du Bois de Plaisance avec 2 nouveaux arrêts "Bois de Plaisance 2" et "Bois de Plaisance 4" avec 3 passages le matin et en fin d'après-midi. De plus, la ligne 4 comptera encore un nouvel arrêt supplémentaire appelé "Résidence intergénérationnelle" dans la zone de la Prairie 2, la ligne 6 desservira également un nouvel arrêt, l'arrêt "Cailloux" jusqu'à maintenant desservi dans le sens "Centre Commercial > Gare" il sera maintenant desservi dans les 2 sens à chaque passage.

## Le réseau actuel
Le réseau actuel est composé de six lignes urbaines circulant du lundi au samedi, de sept lignes périurbaines, de deux lignes dominicales, de deux lignes spéciales et de sept lignes de transport à la demande baptisées « Allo TIC ».

### Lignes urbaines
| Ligne | Caractéristiques | Caractéristiques                                                                                     | Caractéristiques                                                                                     | Caractéristiques                                                                                     | Caractéristiques                                                                                     | Caractéristiques                                                                                     | Caractéristiques                                                                                     | Caractéristiques                                                                                     | Caractéristiques                                                                                     |
| 1     | Compiègne – Gare ⥋ Compiègne – Hôpital | Compiègne – Gare ⥋ Compiègne – Hôpital                                                               | Compiègne – Gare ⥋ Compiègne – Hôpital                                                               | Compiègne – Gare ⥋ Compiègne – Hôpital                                                               | Compiègne – Gare ⥋ Compiègne – Hôpital                                                               | Compiègne – Gare ⥋ Compiègne – Hôpital                                                               | Compiègne – Gare ⥋ Compiègne – Hôpital                                                               | Compiègne – Gare ⥋ Compiègne – Hôpital                                                               | Compiègne – Gare ⥋ Compiègne – Hôpital                                                               |
| ----- | --- | --- | --- | --- | --- | --- | --- | --- | --- |
| 1     | Ouverture / Fermeture 1975 / — | Longueur 10 km                                                                                       | Durée 35-40 min                                                                                      | Nb. d’arrêts 31                                                                                      | Matériel Citaro C2 Lion's City Citywide LF GNV Urbanway 12 GNV Irisbus Citelis 12                    | Jours de fonctionnement L, Ma, Me, J, V, S                                                           | Jour / Soir / Nuit / Fêtes O / O / N / N                                                             | Voy. / an —                                                                                          | Exploitant Transdev Picardie Acary                                                                   |
| 1     | Desserte : - Commune : Compiègne - Principaux lieux desservis : Gare de Compiègne, Centre-ville de Compiègne, Hôtel de ville de Compiègne, Château de Compiègne, Musée national de la voiture et du tourisme, Théâtre impérial de Compiègne, Collège Ferdinand Bac, Sous-préfecture de Compiègne, Collège Jacques Monod, Collège Jean-Paul II, Lycée Pierre d'Ailly, Lycée Mireille Grenet, Cimetière du Sud, Château de Bayser, Parc de Bayser, Université de technologie de Compiègne, Collège André Malraux, ZAC de Royallieu, ZAC de Mercières, Centre hospitalier de Compiègne. | | | | | | | | |
| 1     | Autre : - Amplitude horaire et fréquence : - du lundi au vendredi hors période estivale : de 5 h 25 à 22 h 10 avec un bus toutes les 25 à 35 minutes. - samedis toute l'année et du lundi au vendredi en période estivale : de 5 h 35 à 22 h 10 avec un bus toutes les 30 à 35 minutes. - Date de dernière mise à jour : 5 mai 2024. | | | | | | | | |
| 1     | Dernière actualisation : — | | | | | | | | |
| 2     | Ouïnels / Clairoix – Centre ⥋ Centre Commercial Jaux-Venette (Monnet) | Ouïnels / Clairoix – Centre ⥋ Centre Commercial Jaux-Venette (Monnet)                                | Ouïnels / Clairoix – Centre ⥋ Centre Commercial Jaux-Venette (Monnet)                                | Ouïnels / Clairoix – Centre ⥋ Centre Commercial Jaux-Venette (Monnet)                                | Ouïnels / Clairoix – Centre ⥋ Centre Commercial Jaux-Venette (Monnet)                                | Ouïnels / Clairoix – Centre ⥋ Centre Commercial Jaux-Venette (Monnet)                                | Ouïnels / Clairoix – Centre ⥋ Centre Commercial Jaux-Venette (Monnet)                                | Ouïnels / Clairoix – Centre ⥋ Centre Commercial Jaux-Venette (Monnet)                                | Ouïnels / Clairoix – Centre ⥋ Centre Commercial Jaux-Venette (Monnet)                                |
| 2     | Ouverture / Fermeture — / — | Longueur 10-14 km                                                                                    | Durée 45-50 min                                                                                      | Nb. d’arrêts 39                                                                                      | Matériel Citaro C2 Lion's City Citywide LF GNV Urbanway 12 GNV Irisbus Citelis 12                    | Jours de fonctionnement L, Ma, Me, J, V, S                                                           | Jour / Soir / Nuit / Fêtes O / O / N / N                                                             | Voy. / an —                                                                                          | Exploitant Transdev Picardie Acary                                                                   |
| 2     | Desserte : - Communes : Clairoix – Margny-lès-Compiègne – Compiègne – Jaux – Venette - Principaux lieux desservis : Mairie de Clairoix, Parc du Clos de l'Aronde, Collège Claude Debussy, Stade Robert Dubois, Mairie de Margny-lès-Compiègne, Gare de Compiègne, Centre-ville de Compiègne, Hôtel de ville de Compiègne, Château de Compiègne, Musée national de la voiture et du tourisme, Théâtre impérial de Compiègne, Collège Ferdinand Bac, Sous-préfecture de Compiègne, Collège Jacques Monod, Collège Gaëtan Denain, AFPA de Compiègne, Polyclinique Saint-Côme, Espace Jean Legendre, École supérieure de chimie organique et minérale, Université de technologie de Compiègne, Collège André Malraux, ZAC de Royallieu, ZAC du Camp du Roy, Cinéma Majestic Compiègne, ZAC des Cailloux, ZAC Jaux-Venette, Centre commercial Carrefour Venette. | | | | | | | | |
| 2     | Autre : - Amplitude horaire et fréquence : - du lundi au vendredi hors période estivale : de 6 h 0 à 21 h 30 (22 h 20 le vendredi) avec un bus toutes les 30 à 35 minutes. - samedis toute l'année et du lundi au vendredi en période estivale : de 6 h 0 à 21 h 30 (22 h 25 les vendredis et samedis) avec un bus toutes les 35 à 40 minutes. - Particularités : - Certaines courses ont pour terminus Blaise Pascal. - Du lundi au vendredi en période scolaire, des renforts circulent entre les arrêts Compiègne – Gare et Blaise Pascal. - Les vendredis et samedis, des départs supplémentaires sont assurés depuis l'arrêt Monnet jusqu'à la gare de Compiègne avec desserte de l'arrêt Multiplexe. le vendredi, hors période estivale, 3 départs sont effectués de Guy Deniélou vers Monnet à partir de 21h07 et le vendredi 1 départ est effectué de Monnet vers Guy Deniélou en passant par Multiplexe et 3 le samedi - Date de dernière mise à jour : 22 mai 2024. | | | | | | | | |
| 2     | Dernière actualisation : — | | | | | | | | |
| 3     | Choisy-au-Bac – Marronniers / Bellicart ⥋ Ferdinand de Lesseps / Belin | Choisy-au-Bac – Marronniers / Bellicart ⥋ Ferdinand de Lesseps / Belin                               | Choisy-au-Bac – Marronniers / Bellicart ⥋ Ferdinand de Lesseps / Belin                               | Choisy-au-Bac – Marronniers / Bellicart ⥋ Ferdinand de Lesseps / Belin                               | Choisy-au-Bac – Marronniers / Bellicart ⥋ Ferdinand de Lesseps / Belin                               | Choisy-au-Bac – Marronniers / Bellicart ⥋ Ferdinand de Lesseps / Belin                               | Choisy-au-Bac – Marronniers / Bellicart ⥋ Ferdinand de Lesseps / Belin                               | Choisy-au-Bac – Marronniers / Bellicart ⥋ Ferdinand de Lesseps / Belin                               | Choisy-au-Bac – Marronniers / Bellicart ⥋ Ferdinand de Lesseps / Belin                               |
| 3     | Ouverture / Fermeture 2013 / — | Longueur 10-15 km                                                                                    | Durée 35-45 min                                                                                      | Nb. d’arrêts 41                                                                                      | Matériel Citaro C2 Lion's City Citywide LF GNV Urbanway 12 GNV Irisbus Citelis 12                    | Jours de fonctionnement L, Ma, Me, J, V, S                                                           | Jour / Soir / Nuit / Fêtes O / O / N / N                                                             | Voy. / an —                                                                                          | Exploitant Transdev Picardie Acary                                                                   |
| 3     | Desserte : - Communes : Choisy-au-Bac – Compiègne - Principaux lieux desservis : Bassin des Muids, Zone industrielle nord, Stade Paul Petitpoisson, Cimetière nord, Port de plaisance de Compiègne, Gare de Compiègne, Centre-ville de Compiègne, Hôtel de ville de Compiègne, Parc Songeons, Université de technologie de Compiègne - Site Benjamin Franklin, Collège Gaëtan Denain, AFPA de Compiègne, Espace Jean Legendre, Stade du Clos des Roses, Université de technologie de Compiègne, ZAC de Mercières, Parc des sports de Mercières, Complexe Piscine-Patinoire de Compiègne, Le Ziquodrome, Centre hospitalier de Compiègne. | | | | | | | | |
| 3     | Autre : - Amplitude horaire et fréquence : - du lundi au vendredi hors période estivale : de 5 h 50 à 21 h 20 avec un bus toutes les 30 minutes. - samedis toute l'année et du lundi au vendredi en période estivale : de 5 h 50 à 21 h 20 avec un bus toutes les 30 à 35 minutes. - Particularités : - Certaines courses ont pour terminus Compiègne – Gare. - La desserte de Choisy-au-Bac n'est effectuée qu'en heures de pointe. - La desserte de Belin n'est effectuée qu'à certaines heures seulement. - Date de dernière mise à jour : 23 mai 2024. | | | | | | | | |
| 3     | Dernière actualisation : — | | | | | | | | |
| 4     | Compiègne – Gare ⥋ Centre Commercial Jaux-Venette (Monnet) / Bois de Plaisance / Bois de Plaisance 4 | Compiègne – Gare ⥋ Centre Commercial Jaux-Venette (Monnet) / Bois de Plaisance / Bois de Plaisance 4 | Compiègne – Gare ⥋ Centre Commercial Jaux-Venette (Monnet) / Bois de Plaisance / Bois de Plaisance 4 | Compiègne – Gare ⥋ Centre Commercial Jaux-Venette (Monnet) / Bois de Plaisance / Bois de Plaisance 4 | Compiègne – Gare ⥋ Centre Commercial Jaux-Venette (Monnet) / Bois de Plaisance / Bois de Plaisance 4 | Compiègne – Gare ⥋ Centre Commercial Jaux-Venette (Monnet) / Bois de Plaisance / Bois de Plaisance 4 | Compiègne – Gare ⥋ Centre Commercial Jaux-Venette (Monnet) / Bois de Plaisance / Bois de Plaisance 4 | Compiègne – Gare ⥋ Centre Commercial Jaux-Venette (Monnet) / Bois de Plaisance / Bois de Plaisance 4 | Compiègne – Gare ⥋ Centre Commercial Jaux-Venette (Monnet) / Bois de Plaisance / Bois de Plaisance 4 |
| 4     | Ouverture / Fermeture 2013 / — | Longueur 7,30-10,30 km                                                                               | Durée 25-30 min                                                                                      | Nb. d’arrêts 24                                                                                      | Matériel Citaro C2 Lion's City Irisbus Citelis 12 Urbanway 12 GNV                                    | Jours de fonctionnement L, Ma, Me, J, V, S                                                           | Jour / Soir / Nuit / Fêtes O / O / N / N                                                             | Voy. / an —                                                                                          | Exploitant Transdev Picardie Acary                                                                   |
| 4     | Desserte : - Communes : Compiègne – Margny-lès-Compiègne – Venette – Jaux - Principaux lieux desservis : Gare de Compiègne, Mairie de Margny-lès-Compiègne, Cimetière de Margny-lès-Compiègne, Complexe sportif François Louvet, Château de Venette, Mairie de Venette, Cimetière de Venette, Parc d'activités du Bois de Plaisance, Promeo Formation Compiègne, ZAC de Jaux-Venette, Centre commercial Carrefour Venette, ZAC des Cailloux, ZAC du Camp du Roy, Cinéma Majestic Compiègne. | | | | | | | | |
| 4     | Autre : - Amplitude horaire et fréquence : - du lundi au vendredi hors période estivale : de 6 h 36 à 21 h 12 (22 h 54 le vendredi) avec un bus toutes les 30 à 35 minutes. - samedis toute l'année et du lundi au vendredi en période estivale : de 6 h 33 à 21 h 23 (22 h 54 les vendredis et samedis) avec un bus toutes les 30 minutes en heures de pointe et toutes les 50 à 60 minutes en heures creuses. - Particularités : - Les services à destination de Bois de Plaisance ou "Bois de Plaisance 4" poursuivent leur trajet sur la ligne 6. - Les vendredis et samedis soirs des départs supplémentaires sont effectuées depuis ou à destination de Multiplexe. - Date de dernière mise à jour : 6 novembre 2024. | | | | | | | | |
| 4     | Dernière actualisation : — | | | | | | | | |
| 5     | Compiègne – Gare ⥋ Compiègne – Hôpital | Compiègne – Gare ⥋ Compiègne – Hôpital                                                               | Compiègne – Gare ⥋ Compiègne – Hôpital                                                               | Compiègne – Gare ⥋ Compiègne – Hôpital                                                               | Compiègne – Gare ⥋ Compiègne – Hôpital                                                               | Compiègne – Gare ⥋ Compiègne – Hôpital                                                               | Compiègne – Gare ⥋ Compiègne – Hôpital                                                               | Compiègne – Gare ⥋ Compiègne – Hôpital                                                               | Compiègne – Gare ⥋ Compiègne – Hôpital                                                               |
| 5     | Ouverture / Fermeture — / — | Longueur 7-8,70 km                                                                                   | Durée 25-30 min                                                                                      | Nb. d’arrêts 28                                                                                      | Matériel Citaro C2 Lion's City Citywide LF GNV Urbanway 12 GNV Urbanway 18 GNV Irisbus Citelis 12    | Jours de fonctionnement L, Ma, Me, J, V, S                                                           | Jour / Soir / Nuit / Fêtes O / O / N / N                                                             | Voy. / an —                                                                                          | Exploitant Transdev Picardie Acary                                                                   |
| 5     | Desserte : - Communes : Compiègne – Margny-lès-Compiègne – Lacroix-Saint-Ouen - Principaux lieux desservis : Gare de Compiègne, Centre-ville de Compiègne, Hôtel de ville de Compiègne, Parc Songeons, Université de technologie de Compiègne - Site Benjamin Franklin, Espace Jean Legendre, Polyclinique Saint-Côme, École supérieure de chimie organique et minérale, Université de technologie de Compiègne, Collège André Malraux, ZAC de Royallieu, ZAC de Mercières, Parc des sports de Mercières, Complexe Piscine-Patinoire de Compiègne, Le Ziquodrome, Lycée Charles de Gaulle, Parc tertiaire de Lacroix-Saint-Ouen, Centre hospitalier de Compiègne. | | | | | | | | |
| 5     | Autre : - Amplitude horaire et fréquence : - du lundi au vendredi hors période estivale : de 5 h 40 à 22 h 0 avec un bus toutes les 10 minutes en heures de pointe et toutes les 15 minutes en heures creuses. - samedis toute l'année et du lundi au vendredi en période estivale : de 5 h 40 à 22 h 0 avec un bus toutes les 15 minutes en heures de pointe et toutes les 20 minutes en heures creuses. - Particularités : - Les arrêts Saint-Corneille et Solférino ne sont desservis qu'en heures creuses et uniquement en direction de la gare. - Les arrêts Ziquodrome, Lycée Charles de Gaulle, Jean Monnet, Mercure, CIMA et "Les Jardins Familiaux" ne sont desservis qu'à certaines heures en heures creuses. - La desserte de Belin n'est effectuée que trois fois par jour. - Date de dernière mise à jour : 23 mai 2024. | | | | | | | | |
| 5     | Dernière actualisation : — | | | | | | | | |
| 6     | Compiègne – Gare ⥋ Bois de Plaisance / Bois de Plaisance 4 | Compiègne – Gare ⥋ Bois de Plaisance / Bois de Plaisance 4                                           | Compiègne – Gare ⥋ Bois de Plaisance / Bois de Plaisance 4                                           | Compiègne – Gare ⥋ Bois de Plaisance / Bois de Plaisance 4                                           | Compiègne – Gare ⥋ Bois de Plaisance / Bois de Plaisance 4                                           | Compiègne – Gare ⥋ Bois de Plaisance / Bois de Plaisance 4                                           | Compiègne – Gare ⥋ Bois de Plaisance / Bois de Plaisance 4                                           | Compiègne – Gare ⥋ Bois de Plaisance / Bois de Plaisance 4                                           | Compiègne – Gare ⥋ Bois de Plaisance / Bois de Plaisance 4                                           |
| 6     | Ouverture / Fermeture 3 septembre 2018 / — | Longueur 12,20 km                                                                                    | Durée 30-35 min                                                                                      | Nb. d’arrêts 23                                                                                      | Matériel Citaro C2 Lion's City Irisbus Citelis 12 Urbanway 12 GNV                                    | Jours de fonctionnement L, Ma, Me, J, V, S                                                           | Jour / Soir / Nuit / Fêtes O / N / N / N                                                             | Voy. / an —                                                                                          | Exploitant Transdev Picardie Acary                                                                   |
| 6     | Desserte : - Communes : Compiègne – Jaux – Venette - Principaux lieux desservis : Gare de Compiègne, Centre-ville de Compiègne, Hôtel de ville de Compiègne, Château de Compiègne, Musée national de la voiture et du tourisme, Théâtre impérial de Compiègne, Collège Ferdinand Bac, Sous-préfecture de Compiègne, Hippodrome du Putois, Collège Jean-Paul II, Lycée Pierre d'Ailly, Lycée Jean-Paul II, Cimetière sud, Polyclinique Saint-Côme, Espace Jean Legendre, École supérieure de chimie organique et minérale, Université de technologie de Compiègne, Collège André Malraux, ZAC de Royallieu, ZAC du Camp du Roy, Cinéma Majestic Compiègne, ZAC des Cailloux, ZAC Jaux-Venette, Centre commercial Carrefour Venette, Parc d'activités du Bois de Plaisance, Promeo Formation Compiègne. | | | | | | | | |
| 6     | Autre : - Amplitude horaire et fréquence : - du lundi au vendredi hors période estivale : de 6 h 33 à 19 h 49 avec un bus toutes les 65 minutes. - samedis toute l'année et du lundi au vendredi en période estivale : de 6 h 33 à 19 h 3 avec un bus toutes les 65 minutes en heures de pointe et toutes les 120 minutes en heures creuses. - Particularités : - À Bois de Plaisance ou "Bois de Plaisance 4", les véhicules poursuivent leur trajet sur la ligne 4. - Date de dernière mise à jour : 6 novembre 2024. | | | | | | | | |
| 6     | Dernière actualisation : — | | | | | | | | |

### Lignes périurbaines
| Ligne | Caractéristiques | Caractéristiques                                   | Caractéristiques                                   | Caractéristiques                                   | Caractéristiques                                   | Caractéristiques                                   | Caractéristiques                                   | Caractéristiques                                   | Caractéristiques                                   |
| 101   | Compiègne ⥋ Saint-Jean-aux-Bois / Vieux-Moulin | Compiègne ⥋ Saint-Jean-aux-Bois / Vieux-Moulin     | Compiègne ⥋ Saint-Jean-aux-Bois / Vieux-Moulin     | Compiègne ⥋ Saint-Jean-aux-Bois / Vieux-Moulin     | Compiègne ⥋ Saint-Jean-aux-Bois / Vieux-Moulin     | Compiègne ⥋ Saint-Jean-aux-Bois / Vieux-Moulin     | Compiègne ⥋ Saint-Jean-aux-Bois / Vieux-Moulin     | Compiègne ⥋ Saint-Jean-aux-Bois / Vieux-Moulin     | Compiègne ⥋ Saint-Jean-aux-Bois / Vieux-Moulin     |
| ----- | --- | -------------------------------------------------- | -------------------------------------------------- | -------------------------------------------------- | -------------------------------------------------- | -------------------------------------------------- | -------------------------------------------------- | -------------------------------------------------- | -------------------------------------------------- |
| 101   | Ouverture / Fermeture — / — | Longueur —                                         | Durée 25-35 min                                    | Nb. d’arrêts 12                                    | Matériel Irisbus Récréo II Iveco Bus Crossway      | Jours de fonctionnement L, Ma, Me, J, V, S         | Jour / Soir / Nuit / Fêtes O / N / N / N           | Voy. / an —                                        | Exploitant Transdev Picardie Acary                 |
| 101   | Desserte : - Communes : Compiègne – Lacroix-Saint-Ouen – Vieux-Moulin – Saint-Jean-aux-Bois |                                                    |                                                    |                                                    |                                                    |                                                    |                                                    |                                                    |                                                    |
| 101   | Autre : - Amplitude horaire : - du lundi au samedi en période scolaire : la ligne circule de 7 h 25 à 19 h 0. - du lundi au samedi pendant les vacances scolaires : la ligne circule de 7 h 35 à 17 h 55. - Particularités : - Certaines courses fonctionnent uniquement sur réservation. - Date de dernière mise à jour : 19 septembre 2023. |                                                    |                                                    |                                                    |                                                    |                                                    |                                                    |                                                    |                                                    |
| 101   | Dernière actualisation : — |                                                    |                                                    |                                                    |                                                    |                                                    |                                                    |                                                    |                                                    |
| 103   | Compiègne ⥋ Saint-Sauveur | Compiègne ⥋ Saint-Sauveur                          | Compiègne ⥋ Saint-Sauveur                          | Compiègne ⥋ Saint-Sauveur                          | Compiègne ⥋ Saint-Sauveur                          | Compiègne ⥋ Saint-Sauveur                          | Compiègne ⥋ Saint-Sauveur                          | Compiègne ⥋ Saint-Sauveur                          | Compiègne ⥋ Saint-Sauveur                          |
| 103   | Ouverture / Fermeture — / — | Longueur —                                         | Durée 50 min                                       | Nb. d’arrêts 16                                    | Matériel Irisbus Récréo II Iveco Bus Crossway      | Jours de fonctionnement L, Ma, Me, J, V, S         | Jour / Soir / Nuit / Fêtes O / N / N / N           | Voy. / an —                                        | Exploitant Transdev Picardie Acary                 |
| 103   | Desserte : - Communes : Compiègne – Lacroix-Saint-Ouen – Saint-Sauveur |                                                    |                                                    |                                                    |                                                    |                                                    |                                                    |                                                    |                                                    |
| 103   | Autre : - Amplitude horaire : - du lundi au samedi en période scolaire : la ligne circule de 7 h 5 à 18 h 50. - du lundi au samedi pendant les vacances scolaires : la ligne circule de 7 h 35 à 18 h 5. - Particularités : - Certaines courses fonctionnent uniquement sur réservation. - Date de dernière mise à jour : 19 septembre 2023.  |                                                    |                                                    |                                                    |                                                    |                                                    |                                                    |                                                    |                                                    |
| 103   | Dernière actualisation : — |                                                    |                                                    |                                                    |                                                    |                                                    |                                                    |                                                    |                                                    |
| 105   | Compiègne ⥋ Néry / Verberie / Béthisy-Saint-Pierre | Compiègne ⥋ Néry / Verberie / Béthisy-Saint-Pierre | Compiègne ⥋ Néry / Verberie / Béthisy-Saint-Pierre | Compiègne ⥋ Néry / Verberie / Béthisy-Saint-Pierre | Compiègne ⥋ Néry / Verberie / Béthisy-Saint-Pierre | Compiègne ⥋ Néry / Verberie / Béthisy-Saint-Pierre | Compiègne ⥋ Néry / Verberie / Béthisy-Saint-Pierre | Compiègne ⥋ Néry / Verberie / Béthisy-Saint-Pierre | Compiègne ⥋ Néry / Verberie / Béthisy-Saint-Pierre |
| 105   | Ouverture / Fermeture — / — | Longueur —                                         | Durée 60-70 min                                    | Nb. d’arrêts 32                                    | Matériel Irisbus Récréo II Iveco Bus Crossway      | Jours de fonctionnement L, Ma, Me, J, V, S         | Jour / Soir / Nuit / Fêtes O / N / N / N           | Voy. / an —                                        | Exploitant Transdev Picardie Acary / Cars Charlot  |
| 105   | Desserte : - Communes : Compiègne – Lacroix-Saint-Ouen – Saint-Sauveur – Béthisy-Saint-Pierre – Béthisy-Saint-Martin – Néry – Saintines – Saint-Vaast-de-Longmont – Verberie |                                                    |                                                    |                                                    |                                                    |                                                    |                                                    |                                                    |                                                    |
| 105   | Autre : - Amplitude horaire : - du lundi au samedi en période scolaire : la ligne circule de 6 h 45 à 19 h 45. - du lundi au samedi pendant les vacances scolaires : la ligne circule de 7 h 10 à 18 h 20. - Date de dernière mise à jour : 19 septembre 2023.                                                                                |                                                    |                                                    |                                                    |                                                    |                                                    |                                                    |                                                    |                                                    |
| 105   | Dernière actualisation : — |                                                    |                                                    |                                                    |                                                    |                                                    |                                                    |                                                    |                                                    |
| 106   | Compiègne ⥋ Choisy-au-Bac | Compiègne ⥋ Choisy-au-Bac                          | Compiègne ⥋ Choisy-au-Bac                          | Compiègne ⥋ Choisy-au-Bac                          | Compiègne ⥋ Choisy-au-Bac                          | Compiègne ⥋ Choisy-au-Bac                          | Compiègne ⥋ Choisy-au-Bac                          | Compiègne ⥋ Choisy-au-Bac                          | Compiègne ⥋ Choisy-au-Bac                          |
| 106   | Ouverture / Fermeture — / — | Longueur —                                         | Durée 25-35 min                                    | Nb. d’arrêts 17                                    | Matériel Irisbus Récréo II Iveco Bus Crossway      | Jours de fonctionnement L, Ma, Me, J, V, S         | Jour / Soir / Nuit / Fêtes O / N / N / N           | Voy. / an —                                        | Exploitant Transdev Picardie Acary                 |
| 106   | Desserte : - Communes : Compiègne – Lacroix-Saint-Ouen – Choisy-au-Bac |                                                    |                                                    |                                                    |                                                    |                                                    |                                                    |                                                    |                                                    |
| 106   | Autre : - Amplitude horaire : - du lundi au samedi en période scolaire : la ligne circule de 7 h 15 à 19 h 5. - du lundi au samedi pendant les vacances scolaires : la ligne circule de 7 h 45 à 18 h 0. - Date de dernière mise à jour : 19 septembre 2023.                                                                                  |                                                    |                                                    |                                                    |                                                    |                                                    |                                                    |                                                    |                                                    |
| 106   | Dernière actualisation : — |                                                    |                                                    |                                                    |                                                    |                                                    |                                                    |                                                    |                                                    |
| 107   | Compiègne ⥋ Armancourt / Jonquières | Compiègne ⥋ Armancourt / Jonquières                | Compiègne ⥋ Armancourt / Jonquières                | Compiègne ⥋ Armancourt / Jonquières                | Compiègne ⥋ Armancourt / Jonquières                | Compiègne ⥋ Armancourt / Jonquières                | Compiègne ⥋ Armancourt / Jonquières                | Compiègne ⥋ Armancourt / Jonquières                | Compiègne ⥋ Armancourt / Jonquières                |
| 107   | Ouverture / Fermeture — / — | Longueur —                                         | Durée 40 min                                       | Nb. d’arrêts 29                                    | Matériel Irisbus Récréo II Iveco Bus Crossway      | Jours de fonctionnement L, Ma, Me, J, V, S         | Jour / Soir / Nuit / Fêtes O / N / N / N           | Voy. / an —                                        | Exploitant Transdev Picardie Acary                 |
| 107   | Desserte : - Communes : Compiègne – Lacroix-Saint-Ouen – Margny-lès-Compiègne – Venette – Jaux – Armancourt – Le Meux – Jonquières |                                                    |                                                    |                                                    |                                                    |                                                    |                                                    |                                                    |                                                    |
| 107   | Autre : - Amplitude horaire : - du lundi au samedi en période scolaire : la ligne circule de 7 h 5 à 19 h 0. - du lundi au samedi pendant les vacances scolaires : la ligne circule de 7 h 35 à 18 h 5. - Particularités : - Certaines courses fonctionnent uniquement sur réservation. - Date de dernière mise à jour : 19 septembre 2023.   |                                                    |                                                    |                                                    |                                                    |                                                    |                                                    |                                                    |                                                    |
| 107   | Dernière actualisation : — |                                                    |                                                    |                                                    |                                                    |                                                    |                                                    |                                                    |                                                    |
| 109   | Compiègne ⥋ Clairoix / Janville / Bienville | Compiègne ⥋ Clairoix / Janville / Bienville        | Compiègne ⥋ Clairoix / Janville / Bienville        | Compiègne ⥋ Clairoix / Janville / Bienville        | Compiègne ⥋ Clairoix / Janville / Bienville        | Compiègne ⥋ Clairoix / Janville / Bienville        | Compiègne ⥋ Clairoix / Janville / Bienville        | Compiègne ⥋ Clairoix / Janville / Bienville        | Compiègne ⥋ Clairoix / Janville / Bienville        |
| 109   | Ouverture / Fermeture — / — | Longueur —                                         | Durée 40-60 min                                    | Nb. d’arrêts 25                                    | Matériel Irisbus Récréo II Iveco Bus Crossway      | Jours de fonctionnement L, Ma, Me, J, V, S         | Jour / Soir / Nuit / Fêtes O / N / N / N           | Voy. / an —                                        | Exploitant Transdev Picardie Acary                 |
| 109   | Desserte : - Communes : Compiègne – Lacroix-Saint-Ouen – Margny-lès-Compiègne – Venette – Clairoix – Bienville – Janville |                                                    |                                                    |                                                    |                                                    |                                                    |                                                    |                                                    |                                                    |
| 109   | Autre : - Amplitude horaire : - du lundi au samedi en période scolaire : la ligne circule de 7 h 15 à 18 h 50. - du lundi au samedi pendant les vacances scolaires : la ligne circule de 7 h 30 à 18 h 0. - Particularités : - Certaines courses fonctionnent uniquement sur réservation. - Date de dernière mise à jour : 19 septembre 2023. |                                                    |                                                    |                                                    |                                                    |                                                    |                                                    |                                                    |                                                    |
| 109   | Dernière actualisation : — |                                                    |                                                    |                                                    |                                                    |                                                    |                                                    |                                                    |                                                    |
| 112   | Compiègne ⥋ Verberie / Saintines | Compiègne ⥋ Verberie / Saintines                   | Compiègne ⥋ Verberie / Saintines                   | Compiègne ⥋ Verberie / Saintines                   | Compiègne ⥋ Verberie / Saintines                   | Compiègne ⥋ Verberie / Saintines                   | Compiègne ⥋ Verberie / Saintines                   | Compiègne ⥋ Verberie / Saintines                   | Compiègne ⥋ Verberie / Saintines                   |
| 112   | Ouverture / Fermeture — / — | Longueur —                                         | Durée 30-35 min                                    | Nb. d’arrêts 12                                    | Matériel Irisbus Récréo II Iveco Bus Crossway      | Jours de fonctionnement L, Ma, Me, J, V            | Jour / Soir / Nuit / Fêtes O / N / N / N           | Voy. / an —                                        | Exploitant Transdev Picardie Acary                 |
| 112   | Desserte : - Communes : Compiègne – Lacroix-Saint-Ouen – Saintines – Saint-Vaast-de-Longmont – Verberie |                                                    |                                                    |                                                    |                                                    |                                                    |                                                    |                                                    |                                                    |
| 112   | Autre : - Amplitude horaire : - du lundi au vendredi en période scolaire : la ligne circule de 7 h 5 à 18 h 35. - Date de dernière mise à jour : 19 septembre 2023. |                                                    |                                                    |                                                    |                                                    |                                                    |                                                    |                                                    |                                                    |
| 112   | Dernière actualisation : — |                                                    |                                                    |                                                    |                                                    |                                                    |                                                    |                                                    |                                                    |

### Lignes spéciales
| Ligne | Caractéristiques | Caractéristiques                                                            | Caractéristiques                                                            | Caractéristiques                                                            | Caractéristiques                                                            | Caractéristiques                                                            | Caractéristiques                                                            | Caractéristiques                                                            | Caractéristiques                                                            |
| ARC   | ARC Express | ARC Express                                                                 | ARC Express                                                                 | ARC Express                                                                 | ARC Express                                                                 | ARC Express                                                                 | ARC Express                                                                 | ARC Express                                                                 | ARC Express                                                                 |
| ARC   | Compiègne – Gare ⥋ Lacroix-Saint-Ouen – Parc Tertiaire / Verberie – Aramont | Compiègne – Gare ⥋ Lacroix-Saint-Ouen – Parc Tertiaire / Verberie – Aramont | Compiègne – Gare ⥋ Lacroix-Saint-Ouen – Parc Tertiaire / Verberie – Aramont | Compiègne – Gare ⥋ Lacroix-Saint-Ouen – Parc Tertiaire / Verberie – Aramont | Compiègne – Gare ⥋ Lacroix-Saint-Ouen – Parc Tertiaire / Verberie – Aramont | Compiègne – Gare ⥋ Lacroix-Saint-Ouen – Parc Tertiaire / Verberie – Aramont | Compiègne – Gare ⥋ Lacroix-Saint-Ouen – Parc Tertiaire / Verberie – Aramont | Compiègne – Gare ⥋ Lacroix-Saint-Ouen – Parc Tertiaire / Verberie – Aramont | Compiègne – Gare ⥋ Lacroix-Saint-Ouen – Parc Tertiaire / Verberie – Aramont |
| ----- | --- | --------------------------------------------------------------------------- | --------------------------------------------------------------------------- | --------------------------------------------------------------------------- | --------------------------------------------------------------------------- | --------------------------------------------------------------------------- | --------------------------------------------------------------------------- | --------------------------------------------------------------------------- | --------------------------------------------------------------------------- |
| ARC   | Ouverture / Fermeture 19 juin 2017 / — | Longueur 30 km                                                              | Durée 20-50 min                                                             | Nb. d’arrêts 12                                                             | Matériel Irisbus Récréo II Iveco Bus Crossway                               | Jours de fonctionnement L, Ma, Me, J, V, S                                  | Jour / Soir / Nuit / Fêtes O / N / N / N                                    | Voy. / an —                                                                 | Exploitant Transdev Picardie Acary                                          |
| ARC   | Desserte : - Communes : Compiègne – Lacroix-Saint-Ouen – Verberie - Principaux lieux desservis : Gare de Compiègne, Université de technologie de Compiègne, Parc tertiaire de Lacroix-Saint-Ouen, Collège Jules Verne, Cimetière de Lacroix-Saint-Ouen, Mairie de Lacroix-Saint-Ouen, Zone d'activités de Verberie, Mairie de Verberie, Collège d'Aramont. |                                                                             |                                                                             |                                                                             |                                                                             |                                                                             |                                                                             |                                                                             |                                                                             |
| ARC   | Autre : - Amplitude horaire et fréquence : - du lundi au vendredi : de 5 h 20 à 20 h 30 avec un passage toutes les heures en moyenne. - samedis : de 8 h 45 à 19 h 50 avec quatre allers-retours dans la journée. - Particularités : - Certaines courses fonctionnent uniquement sur réservation. - Date de dernière mise à jour : 20 mai 2024.            |                                                                             |                                                                             |                                                                             |                                                                             |                                                                             |                                                                             |                                                                             |                                                                             |
| ARC   | Dernière actualisation : — |                                                                             |                                                                             |                                                                             |                                                                             |                                                                             |                                                                             |                                                                             |                                                                             |
| HM    | Navette Hauts de Margny | Navette Hauts de Margny                                                     | Navette Hauts de Margny                                                     | Navette Hauts de Margny                                                     | Navette Hauts de Margny                                                     | Navette Hauts de Margny                                                     | Navette Hauts de Margny                                                     | Navette Hauts de Margny                                                     | Navette Hauts de Margny                                                     |
| HM    | Compiègne – Gare ⥋ Hauts de Margny |                                                                             |                                                                             |                                                                             |                                                                             |                                                                             |                                                                             |                                                                             |                                                                             |
| HM    | Ouverture / Fermeture 18 avril 2016 / — | Longueur 3,60 km                                                            | Durée 15 min                                                                | Nb. d’arrêts 2                                                              | Matériel Autocar Minibus                                                    | Jours de fonctionnement L, Ma, Me, J, V, S                                  | Jour / Soir / Nuit / Fêtes O / N / N / N                                    | Voy. / an —                                                                 | Exploitant Transdev Picardie Acary                                          |
| HM    | Desserte : - Communes : Compiègne – Margny-lès-Compiègne - Principaux lieux desservis : Gare de Compiègne, Pôle de développement des Hauts de Margny |                                                                             |                                                                             |                                                                             |                                                                             |                                                                             |                                                                             |                                                                             |                                                                             |
| HM    | Autre : - Amplitude horaire et fréquence : - du lundi au vendredi : de 8 h 5 à 17 h 50 avec 4,5 allers-retours. - samedis : de 14 h 45 à 17 h 50 avec un aller-retour. - Date de dernière mise à jour : 20 mai 2024. |                                                                             |                                                                             |                                                                             |                                                                             |                                                                             |                                                                             |                                                                             |                                                                             |
| HM    | Dernière actualisation : — |                                                                             |                                                                             |                                                                             |                                                                             |                                                                             |                                                                             |                                                                             |                                                                             |

### Lignes dominicales
Le réseau dominical est composé de deux lignes. Ces dernières ne fonctionnent pas durant la période estivale ainsi que les 1er mai, 25 décembre et 1er janvier.
| Ligne | Caractéristiques | Caractéristiques                     | Caractéristiques                     | Caractéristiques                     | Caractéristiques                     | Caractéristiques                     | Caractéristiques                         | Caractéristiques                     | Caractéristiques                     |
| D1    | Compiègne – Gare ⥋ Jaux – Multiplexe | Compiègne – Gare ⥋ Jaux – Multiplexe | Compiègne – Gare ⥋ Jaux – Multiplexe | Compiègne – Gare ⥋ Jaux – Multiplexe | Compiègne – Gare ⥋ Jaux – Multiplexe | Compiègne – Gare ⥋ Jaux – Multiplexe | Compiègne – Gare ⥋ Jaux – Multiplexe     | Compiègne – Gare ⥋ Jaux – Multiplexe | Compiègne – Gare ⥋ Jaux – Multiplexe |
| ----- | --- | ------------------------------------ | ------------------------------------ | ------------------------------------ | ------------------------------------ | ------------------------------------ | ---------------------------------------- | ------------------------------------ | ------------------------------------ |
| D1    | Ouverture / Fermeture — / — | Longueur —                           | Durée 40-70 min                      | Nb. d’arrêts 47                      | Matériel Citaro C2                   | Jours de fonctionnement D            | Jour / Soir / Nuit / Fêtes O / O / N / O | Voy. / an —                          | Exploitant Transdev Picardie Acary   |
| D1    | Desserte : - Communes : Compiègne – Jaux - Principaux lieux desservis : Gare de Compiègne, Centre-ville de Compiègne, Hôtel de ville de Compiègne, Château de Compiègne, Musée national de la voiture et du tourisme, Théâtre impérial de Compiègne, Cinéma Majestic Compiègne.                              |                                      |                                      |                                      |                                      |                                      |                                          |                                      |                                      |
| D1    | Autre : - Amplitude horaire et fréquence : - dimanches et jours fériés : de 13 h 5 à 22 h 20 avec quatre allers-retours. - Particularités : - La desserte de Bellicart est effectuée deux fois par jour et uniquement en direction de Multiplexe. - Date de dernière mise à jour : 23 mai 2024.              |                                      |                                      |                                      |                                      |                                      |                                          |                                      |                                      |
| D1    | Dernière actualisation : — |                                      |                                      |                                      |                                      |                                      |                                          |                                      |                                      |
| D2    | Compiègne – Gare ⥋ Jaux – Multiplexe | Compiègne – Gare ⥋ Jaux – Multiplexe | Compiègne – Gare ⥋ Jaux – Multiplexe | Compiègne – Gare ⥋ Jaux – Multiplexe | Compiègne – Gare ⥋ Jaux – Multiplexe | Compiègne – Gare ⥋ Jaux – Multiplexe | Compiègne – Gare ⥋ Jaux – Multiplexe     | Compiègne – Gare ⥋ Jaux – Multiplexe | Compiègne – Gare ⥋ Jaux – Multiplexe |
| D2    | Ouverture / Fermeture — / — | Longueur —                           | Durée 20-40 min                      | Nb. d’arrêts 21                      | Matériel Citaro C2                   | Jours de fonctionnement D            | Jour / Soir / Nuit / Fêtes O / O / N / O | Voy. / an —                          | Exploitant Transdev Picardie Acary   |
| D2    | Desserte : - Communes : Compiègne – Margny-lès-Compiègne – Venette – Jaux - Principaux lieux desservis : Gare de Compiègne, Cinéma Majestic Compiègne. |                                      |                                      |                                      |                                      |                                      |                                          |                                      |                                      |
| D2    | Autre : - Amplitude horaire et fréquence : - dimanches et jours fériés : de 13 h 10 à 21 h 30 avec quatre allers-retours. - Particularités : - La desserte de Bellicart est effectuée deux fois par jour et uniquement en direction de Compiègne – Gare. - Date de dernière mise à jour : 19 septembre 2023. |                                      |                                      |                                      |                                      |                                      |                                          |                                      |                                      |
| D2    | Dernière actualisation : — |                                      |                                      |                                      |                                      |                                      |                                          |                                      |                                      |

### Transport à la demande AlloTIC
AlloTIC est un service de transport à la demande proposé par l'ARC qui permet aux habitants de se déplacer dans des endroits non desservis par les lignes régulières. Il est composé de sept lignes numérotées de 13 à 19.
| Ligne | Caractéristiques | Caractéristiques                                                                 | Caractéristiques                                                                 | Caractéristiques                                                                 | Caractéristiques                                                                 | Caractéristiques                                                                 | Caractéristiques                                                                 | Caractéristiques                                                                 | Caractéristiques                                                                 |
| 13    | Compiègne – Gare ⥋ Saint-Sauveur – Mabonnerie / Saint-Vaast-de-Longmont – Mairie                                                                                                 | Compiègne – Gare ⥋ Saint-Sauveur – Mabonnerie / Saint-Vaast-de-Longmont – Mairie | Compiègne – Gare ⥋ Saint-Sauveur – Mabonnerie / Saint-Vaast-de-Longmont – Mairie | Compiègne – Gare ⥋ Saint-Sauveur – Mabonnerie / Saint-Vaast-de-Longmont – Mairie | Compiègne – Gare ⥋ Saint-Sauveur – Mabonnerie / Saint-Vaast-de-Longmont – Mairie | Compiègne – Gare ⥋ Saint-Sauveur – Mabonnerie / Saint-Vaast-de-Longmont – Mairie | Compiègne – Gare ⥋ Saint-Sauveur – Mabonnerie / Saint-Vaast-de-Longmont – Mairie | Compiègne – Gare ⥋ Saint-Sauveur – Mabonnerie / Saint-Vaast-de-Longmont – Mairie | Compiègne – Gare ⥋ Saint-Sauveur – Mabonnerie / Saint-Vaast-de-Longmont – Mairie |
| ----- | --- | -------------------------------------------------------------------------------- | -------------------------------------------------------------------------------- | -------------------------------------------------------------------------------- | -------------------------------------------------------------------------------- | -------------------------------------------------------------------------------- | -------------------------------------------------------------------------------- | -------------------------------------------------------------------------------- | -------------------------------------------------------------------------------- |
| 13    | Ouverture / Fermeture — / — | Longueur —                                                                       | Durée 35-60 min                                                                  | Nb. d’arrêts 23                                                                  | Matériel —                                                                       | Jours de fonctionnement L, Ma, Me, J, V, S                                       | Jour / Soir / Nuit / Fêtes O / N / N / N                                         | Voy. / an —                                                                      | Exploitant Transdev Picardie Acary                                               |
| 13    | Desserte : - Communes : Compiègne – Lacroix-Saint-Ouen – Saint-Sauveur – Saintines – Béthisy-Saint-Pierre – Béthisy-Saint-Martin – Néry – Saint-Vaast-de-Longmont                |                                                                                  |                                                                                  |                                                                                  |                                                                                  |                                                                                  |                                                                                  |                                                                                  |                                                                                  |
| 13    | Autre : - Amplitude horaire : - du lundi au samedi : de 5 h 30 à 20 h 35 avec un passage toutes les 60 à 90 minutes proposé. - Date de dernière mise à jour : 19 septembre 2023. |                                                                                  |                                                                                  |                                                                                  |                                                                                  |                                                                                  |                                                                                  |                                                                                  |                                                                                  |
| 13    | Dernière actualisation : — |                                                                                  |                                                                                  |                                                                                  |                                                                                  |                                                                                  |                                                                                  |                                                                                  |                                                                                  |
| 14    | Compiègne – Gare ⥋ Jonquières – Château | Compiègne – Gare ⥋ Jonquières – Château                                          | Compiègne – Gare ⥋ Jonquières – Château                                          | Compiègne – Gare ⥋ Jonquières – Château                                          | Compiègne – Gare ⥋ Jonquières – Château                                          | Compiègne – Gare ⥋ Jonquières – Château                                          | Compiègne – Gare ⥋ Jonquières – Château                                          | Compiègne – Gare ⥋ Jonquières – Château                                          | Compiègne – Gare ⥋ Jonquières – Château                                          |
| 14    | Ouverture / Fermeture — / — | Longueur —                                                                       | Durée 30 min                                                                     | Nb. d’arrêts 14                                                                  | Matériel —                                                                       | Jours de fonctionnement L, Ma, Me, J, V, S                                       | Jour / Soir / Nuit / Fêtes O / N / N / N                                         | Voy. / an —                                                                      | Exploitant Transdev Picardie Acary                                               |
| 14    | Desserte : - Communes : Compiègne – Lacroix-Saint-Ouen – Le Meux – Jonquières |                                                                                  |                                                                                  |                                                                                  |                                                                                  |                                                                                  |                                                                                  |                                                                                  |                                                                                  |
| 14    | Autre : - Amplitude horaire : - du lundi au samedi : de 6 h 0 à 20 h 5 avec un passage toutes les 60 à 90 minutes proposé. - Date de dernière mise à jour : 19 septembre 2023.   |                                                                                  |                                                                                  |                                                                                  |                                                                                  |                                                                                  |                                                                                  |                                                                                  |                                                                                  |
| 14    | Dernière actualisation : — |                                                                                  |                                                                                  |                                                                                  |                                                                                  |                                                                                  |                                                                                  |                                                                                  |                                                                                  |
| 15    | Compiègne – Hôpital ⥋ Saint-Jean-aux-Bois – La Brévière | Compiègne – Hôpital ⥋ Saint-Jean-aux-Bois – La Brévière                          | Compiègne – Hôpital ⥋ Saint-Jean-aux-Bois – La Brévière                          | Compiègne – Hôpital ⥋ Saint-Jean-aux-Bois – La Brévière                          | Compiègne – Hôpital ⥋ Saint-Jean-aux-Bois – La Brévière                          | Compiègne – Hôpital ⥋ Saint-Jean-aux-Bois – La Brévière                          | Compiègne – Hôpital ⥋ Saint-Jean-aux-Bois – La Brévière                          | Compiègne – Hôpital ⥋ Saint-Jean-aux-Bois – La Brévière                          | Compiègne – Hôpital ⥋ Saint-Jean-aux-Bois – La Brévière                          |
| 15    | Ouverture / Fermeture — / — | Longueur —                                                                       | Durée 55 min                                                                     | Nb. d’arrêts 13                                                                  | Matériel —                                                                       | Jours de fonctionnement L, Ma, Me, J, V, S                                       | Jour / Soir / Nuit / Fêtes O / N / N / N                                         | Voy. / an —                                                                      | Exploitant Transdev Picardie Acary                                               |
| 15    | Desserte : - Communes : Compiègne – Vieux-Moulin – Saint-Jean-aux-Bois |                                                                                  |                                                                                  |                                                                                  |                                                                                  |                                                                                  |                                                                                  |                                                                                  |                                                                                  |
| 15    | Autre : - Amplitude horaire : - du lundi au samedi : de 5 h 50 à 20 h 15 avec un passage toutes les 60 à 90 minutes proposé. - Date de dernière mise à jour : 19 septembre 2023. |                                                                                  |                                                                                  |                                                                                  |                                                                                  |                                                                                  |                                                                                  |                                                                                  |                                                                                  |
| 15    | Dernière actualisation : — |                                                                                  |                                                                                  |                                                                                  |                                                                                  |                                                                                  |                                                                                  |                                                                                  |                                                                                  |
| 16    | Compiègne – Hôpital ⥋ Compiègne – Armistice | Compiègne – Hôpital ⥋ Compiègne – Armistice                                      | Compiègne – Hôpital ⥋ Compiègne – Armistice                                      | Compiègne – Hôpital ⥋ Compiègne – Armistice                                      | Compiègne – Hôpital ⥋ Compiègne – Armistice                                      | Compiègne – Hôpital ⥋ Compiègne – Armistice                                      | Compiègne – Hôpital ⥋ Compiègne – Armistice                                      | Compiègne – Hôpital ⥋ Compiègne – Armistice                                      | Compiègne – Hôpital ⥋ Compiègne – Armistice                                      |
| 16    | Ouverture / Fermeture — / — | Longueur —                                                                       | Durée 35 min                                                                     | Nb. d’arrêts 15                                                                  | Matériel —                                                                       | Jours de fonctionnement L, Ma, Me, J, V, S                                       | Jour / Soir / Nuit / Fêtes O / N / N / N                                         | Voy. / an —                                                                      | Exploitant Transdev Picardie Acary                                               |
| 16    | Desserte : - Communes : Compiègne – Choisy-au-Bac |                                                                                  |                                                                                  |                                                                                  |                                                                                  |                                                                                  |                                                                                  |                                                                                  |                                                                                  |
| 16    | Autre : - Amplitude horaire : - du lundi au samedi : de 6 h 10 à 19 h 55 avec un passage toutes les 60 à 90 minutes proposé. - Date de dernière mise à jour : 19 septembre 2023. |                                                                                  |                                                                                  |                                                                                  |                                                                                  |                                                                                  |                                                                                  |                                                                                  |                                                                                  |
| 16    | Dernière actualisation : — |                                                                                  |                                                                                  |                                                                                  |                                                                                  |                                                                                  |                                                                                  |                                                                                  |                                                                                  |
| 17    | Compiègne – Hôpital ⥋ Jaux – Varanval | Compiègne – Hôpital ⥋ Jaux – Varanval                                            | Compiègne – Hôpital ⥋ Jaux – Varanval                                            | Compiègne – Hôpital ⥋ Jaux – Varanval                                            | Compiègne – Hôpital ⥋ Jaux – Varanval                                            | Compiègne – Hôpital ⥋ Jaux – Varanval                                            | Compiègne – Hôpital ⥋ Jaux – Varanval                                            | Compiègne – Hôpital ⥋ Jaux – Varanval                                            | Compiègne – Hôpital ⥋ Jaux – Varanval                                            |
| 17    | Ouverture / Fermeture — / — | Longueur —                                                                       | Durée 40 min                                                                     | Nb. d’arrêts 15                                                                  | Matériel —                                                                       | Jours de fonctionnement L, Ma, Me, J, V, S                                       | Jour / Soir / Nuit / Fêtes O / N / N / N                                         | Voy. / an —                                                                      | Exploitant Transdev Picardie Acary                                               |
| 17    | Desserte : - Communes : Compiègne – Jaux – Armancourt – Le Meux |                                                                                  |                                                                                  |                                                                                  |                                                                                  |                                                                                  |                                                                                  |                                                                                  |                                                                                  |
| 17    | Autre : - Amplitude horaire : - du lundi au samedi : de 5 h 55 à 19 h 55 avec un passage toutes les 60 à 90 minutes proposé. - Date de dernière mise à jour : 19 septembre 2023. |                                                                                  |                                                                                  |                                                                                  |                                                                                  |                                                                                  |                                                                                  |                                                                                  |                                                                                  |
| 17    | Dernière actualisation : — |                                                                                  |                                                                                  |                                                                                  |                                                                                  |                                                                                  |                                                                                  |                                                                                  |                                                                                  |
| 18    | Compiègne – Hôpital ⥋ Lachelle – Place | Compiègne – Hôpital ⥋ Lachelle – Place                                           | Compiègne – Hôpital ⥋ Lachelle – Place                                           | Compiègne – Hôpital ⥋ Lachelle – Place                                           | Compiègne – Hôpital ⥋ Lachelle – Place                                           | Compiègne – Hôpital ⥋ Lachelle – Place                                           | Compiègne – Hôpital ⥋ Lachelle – Place                                           | Compiègne – Hôpital ⥋ Lachelle – Place                                           | Compiègne – Hôpital ⥋ Lachelle – Place                                           |
| 18    | Ouverture / Fermeture — / — | Longueur —                                                                       | Durée 45 min                                                                     | Nb. d’arrêts 11                                                                  | Matériel —                                                                       | Jours de fonctionnement L, Ma, Me, J, V, S                                       | Jour / Soir / Nuit / Fêtes O / N / N / N                                         | Voy. / an —                                                                      | Exploitant Transdev Picardie Acary                                               |
| 18    | Desserte : - Communes : Compiègne – Margny-lès-Compiègne – Venette – Jonquières – Lachelle                                                                                       |                                                                                  |                                                                                  |                                                                                  |                                                                                  |                                                                                  |                                                                                  |                                                                                  |                                                                                  |
| 18    | Autre : - Amplitude horaire : - du lundi au samedi : de 6 h 0 à 20 h 5 avec un passage toutes les 60 à 90 minutes proposé. - Date de dernière mise à jour : 19 septembre 2023.   |                                                                                  |                                                                                  |                                                                                  |                                                                                  |                                                                                  |                                                                                  |                                                                                  |                                                                                  |
| 18    | Dernière actualisation : — |                                                                                  |                                                                                  |                                                                                  |                                                                                  |                                                                                  |                                                                                  |                                                                                  |                                                                                  |
| 19    | Compiègne – Hôpital ⥋ Janville – Île Jean Lenoble | Compiègne – Hôpital ⥋ Janville – Île Jean Lenoble                                | Compiègne – Hôpital ⥋ Janville – Île Jean Lenoble                                | Compiègne – Hôpital ⥋ Janville – Île Jean Lenoble                                | Compiègne – Hôpital ⥋ Janville – Île Jean Lenoble                                | Compiègne – Hôpital ⥋ Janville – Île Jean Lenoble                                | Compiègne – Hôpital ⥋ Janville – Île Jean Lenoble                                | Compiègne – Hôpital ⥋ Janville – Île Jean Lenoble                                | Compiègne – Hôpital ⥋ Janville – Île Jean Lenoble                                |
| 19    | Ouverture / Fermeture — / — | Longueur —                                                                       | Durée 40 min                                                                     | Nb. d’arrêts 12                                                                  | Matériel —                                                                       | Jours de fonctionnement L, Ma, Me, J, V, S                                       | Jour / Soir / Nuit / Fêtes O / N / N / N                                         | Voy. / an —                                                                      | Exploitant Transdev Picardie Acary                                               |
| 19    | Desserte : - Communes : Compiègne – Bienville – Clairoix – Janville |                                                                                  |                                                                                  |                                                                                  |                                                                                  |                                                                                  |                                                                                  |                                                                                  |                                                                                  |
| 19    | Autre : - Amplitude horaire : - du lundi au samedi : de 6 h 5 à 19 h 55 avec un passage toutes les 60 à 90 minutes proposé. - Date de dernière mise à jour : 19 septembre 2023.  |                                                                                  |                                                                                  |                                                                                  |                                                                                  |                                                                                  |                                                                                  |                                                                                  |                                                                                  |
| 19    | Dernière actualisation : — |                                                                                  |                                                                                  |                                                                                  |                                                                                  |                                                                                  |                                                                                  |                                                                                  |                                                                                  |

## Exploitation

### Amplitude horaire

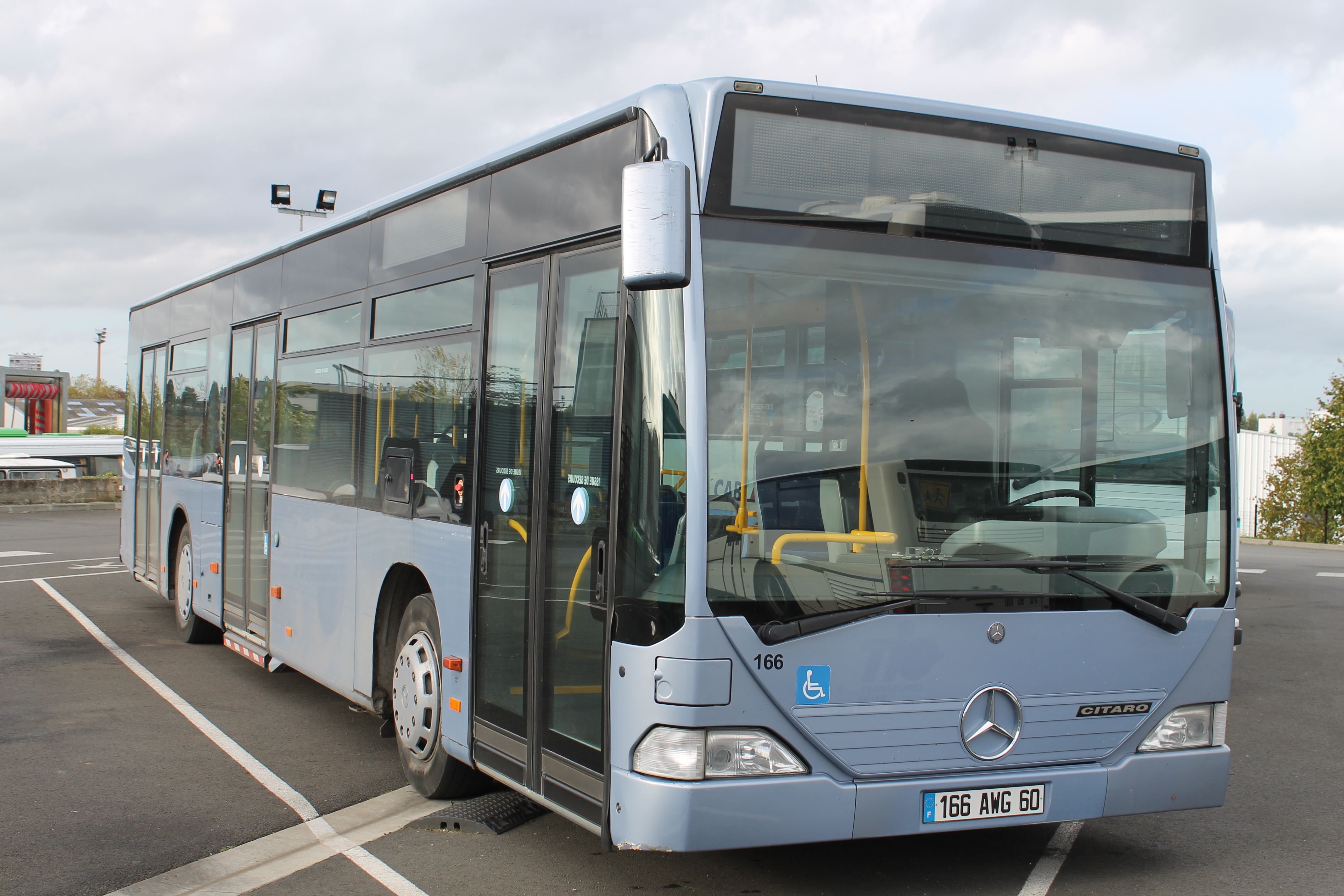
Un ancien Mercedes-Benz Citaro C1 du réseau.

Les bus circulent du lundi au jeudi de 5 h 28 à 22 h 8, le vendredi de 5 h 28 à 22 h 54, le samedi de 5 h 38 à 22 h 54 et les dimanches et jours fériés de 13 h 5 à 22 h 17.

### Parc de véhicules
Le réseau de bus TIC est doté d'un parc de véhicules composé d'autobus standards, articulés et autocars interurbains:

#### Autobus standards
| Constructeur  | Modèle             | Nombre d'unités | Numéros de parc   | Période de mise en service           | Affectation(s)    | Remarque(s)                                                                                   |
| ------------- | ------------------ | --------------- | ----------------- | ------------------------------------ | ----------------- | --------------------------------------------------------------------------------------------- |
| Heuliez       | GX 327             | 1               | 94634             | Depuis Janvier 2012                  | 1 2 3 4 5 6       | Ex-Transdev Alsace depuis le 1er novembre 2024                                                |
| Irisbus       | Citelis 12         | 1               | 410               | Depuis Avril 2013                    | 1 2 3 4 5 6       | Ex-Transdev Oise CABARO depuis le 1er mars 2024                                               |
| Iveco Bus     | Urbanway 12 GNV    | 4               | 305-308           | Entre Juillet 2023 et Mai 2024       | 1 2 3 4 5 6       | Livrés dans le cadre du renouvellement du parc et de la transition énergétique vers le biogaz |
| Mercedes-Benz | Citaro C2          | 18              | 201, 204-219, 409 | Entre Septembre 2013 et Juillet 2020 | 1 2 3 4 5 6 D1 D2 | -                                                                                             |
| Mercedes-Benz | Citaro Facelift    | 1               | 900               | Depuis Novembre 2013                 | 1 2 3 4 5 6       | Ex-RATP depuis le 1er février 2025                                                            |
| Scania        | Citywide LF II GNV | 2               | 303-304           | Depuis Septembre 2022                | 1 2 3 5           | Livrés dans le cadre du renouvellement du parc et de la transition énergétique vers le biogaz |

#### Autobus articulés
| Constructeur | Modèle          | Nombre d'unités | Numéros de parc | Période de mise en service | Affectation(s) | Remarque(s)                                                                                  |
| ------------ | --------------- | --------------- | --------------- | -------------------------- | -------------- | -------------------------------------------------------------------------------------------- |
| Iveco Bus    | Urbanway 18 GNV | 1               | 501             | Depuis Janvier 2023        | 5              | Livré dans le cadre du renouvellement du parc et de la transition énergétique vers le biogaz |

#### Autocars interurbains
| Constructeur | Modèle       | Nombre d'unités | Numéros de parc        | Période de mise en service      | Affectation(s)                          | Remarque(s) |
| ------------ | ------------ | --------------- | ---------------------- | ------------------------------- | --------------------------------------- | ----------- |
| Irisbus      | Récréo II    | 21              | 11038-11057, 1 inconnu | Entre Août 2013 et Février 2014 | 101 103 105 106 107 109 112             | -           |
| Iveco Bus    | Crossway Pop | 13              | 10204-10216            | Entre Juin 2017 et Juillet 2020 | 101 103 105 106 107 109 112 ARC Express | -           |